# Number 1 (Goldfrapp-låt)
"Number 1" är en elektronisk danslåt av den engelska duon Goldfrapp. Låten skrevs och producerades av Alison Goldfrapp och Will Gregory för duons tredje album, Supernature (2005). Låten kretsar kring ett synthesizer- och basarrangemang och handlar om det viktiga och meningsfulla som någon delar med en annan, även om det kanske inte håller.
Låten gavs ut som albumets andra singel i oktober 2005 och möttes av positiva recensioner från musikkritiker. Den blev en kommersiell succé och uppnådde topp 40 på merparten av listorna den gick in på, inklusive förstaplatsen på den amerikanska dancelistan. Låten har blivit remixad flera gånger och användes i en reklamkampanj för den amerikanska butikskedjan Target. Låten användes även i den brittiska TV-serien Ideal.

## Musikvideo
Videon till "Number 1" regisserades av Dawn Shadforth och filmades i London 2005. Videon utspelar sig i en plastikkirurgiklinik där personalen och patienterna, förutom Alison, har ett hundhuvud och en människokropp.

## Låtlistor och format
| Brittisk CD-singel #1 1. "Number 1" (singelversion) – 3:25 2. "Beautiful" – 4:51 Brittisk CD-singel #2 1. "Number 1" (Alan Braxe and Fred Falke Main mix) – 7:21 2. "Ooh La La" (live vid V Festival, 21 augusti 2005) – 4:36 3. "Number 1", musikvideon – 3:29 Brittisk vinylsingel 1. "Number 1" (Alan Braxe and Fred Falke Club remix) – 7:18 2. "Number 1" (Alan Braxe and Fred Falke instrumental remix) – 7:18 | Nordamerikansk EP 1. "Number 1" (singelversion) – 3:25 2. "Beautiful" – 4:51 3. "All Night Operator (Part 1)" – 4:00 4. "Number 1" (Alan Braxe & Fred Falke Main mix) – 7:21 5. "Ooh La La" (Tiefschwarz remix) – 6:38 6. "Number 1 (Postcards from the Summer)" music video – 3:34 DVD-singel 1. "Number 1 (Postcards from the Summer)", musikvideo – 3:34 2. "Satin Chic" (specialföreställningsfilm) – 3:27 3. "Lovely 2 C U" (T.Raumschmiere Rmx) – 5:37 |

## Listplaceringar
| Lista (2005)                      | Högsta position |
| --------------------------------- | --------------- |
| Europa Hot 100 Singles            | 35              |
| Irland                            | 29              |
| Italien                           | 37              |
| Storbritannien                    | 9               |
| Lista (2006)                      | Högsta position |
| Kanada                            | 7               |
| Tyskland                          | 85              |
| USA Billboard Hot Dance Club Play | 1               |